# قانون العمل في المملكة المتحدة

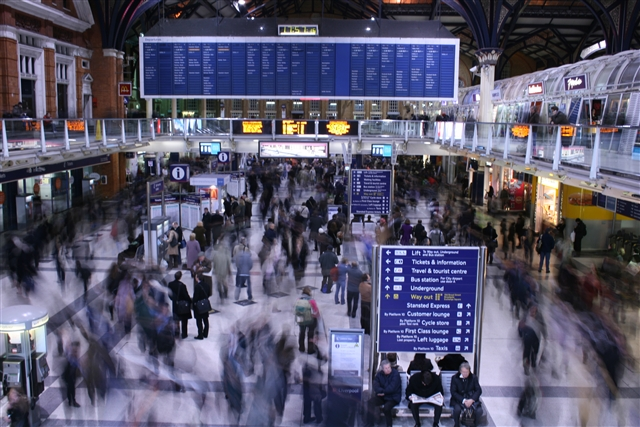

ينظم قانون العمل في المملكة المتحدة العلاقات القائمة ما بين العمال وأصحاب العمل والنقابات العمالية. يمكن للأشخاص المزاولين لأعمالهم في المملكة المتحدة الرجوع إلى لائحة أساسية خاصة بالحدود الدنيا من حقوق التوظيف الوارد ذكرها في قوانين البرلمان واللوائح التنظيمية والقانون العام وقانون العدالة. يتضمن هذا تمتع الأفراد بحق الحصول على حدٍ أدنى من الأجور يبلغ 9.50 جنيهًا إسترلينيًا للأشخاص الذين لا تقل أعمارهم عن 23 عامًا اعتبارًا من شهر أبريل من عام 2022، وذلك بموجب ما ينص عليه القانون الوطني للحد الأدنى من الأجور لسنة 1998. تضمن اللوائح التنظيمية الخاصة بأوقات العمل لسنة 1998 حق الفرد في الحصول على 28 يوم إجازة وانقطاع مدفوعين وتحاول الحد من ساعات العمل الطويلة. يمنح قانون حقوق التوظيف لسنة 1996 الأفراد حق ترك العمل بدواعي رعاية الأطفال وتؤكد على حقهم في المطالبة بأنماط عمل مرنة. يمنح قانون المعاشات التقاعدية لسنة 2008 الأفراد الحق في التسجيل تلقائيًا على معاش وظيفي أساسي يخضع تمويله للحماية القانونية بموجب قانون المعاشات التقاعدية لسنة 1995.
يعد حق المشاركة الجماعية في اتخاذ القرارات حول كيفية إدارة المشاريع التجارية من أجل الحصول على معايير عمل منصفة بالإضافة إلى الحد الأدنى من أهم حقوق العمل. يحقق ذلك عبر المفاوضة المشتركة المرسخة في حق الإضراب عن العمل فضلًا عن مجموعة متزايدة من الحقوق التي تضمن المشاركة المباشرة في مكان العمل. يجب على العمال أن يكونوا قادرين على الإدلاء بأصواتهم في شؤون تعيين الأمناء المسؤولين عن معاشاتهم الوظيفية بموجب ما ينص عليه قانون المعاشات التقاعدية لسنة 2004. يمكن للعاملين في بعض المؤسسات مثل الجامعات التصويت على مدراء المنظمة. يلزم القانون المشاريع التجارية التي يتجاوز عدد العاملين فيها الخمسين شخصًا مفاوضة وأخذ موافقة العاملين على أي اتفاق من اتفاقات عقود العمل أو التغييرات الطارئة في مكان العمل أو في الشؤون المرتبطة بالتطورات أو الصعوبات الاقتصادية الكبرى. تجري هذه العملية من خلال عدد مطرد ومتزايد من مجالس العمل التي يمكن للكوادر أو النقابات العمالية رفع طلب باستحداثها بعد حصولها على نسبة دعم تتجاوز 2%. يوصي قانون حوكمة الشركات البريطاني بتعزيز انخراط العمال في التصويت على أعضاء مجالس إدارة الشركات المدرجة، ولكنه ما يزال غير متوافق مع المعايير الدولية في حمايته لحق التصويت بموجب القانون. تعتبر المفاوضة المشتركة بين النقابات التجارية المنظمة ديمقراطيًا وإدارات المشاريع التجارية بمثابة «القناة الوحيدة» التي يمكن من خلالها للأفراد العاملين مجابهة إساءة صاحب العمل لصلاحياته عند طرده لأحد العاملين أو تثبيته لشروط العمل. تستند الاتفاقات المشتركة في نهاية المطاف على حق النقابات التجارية في الإضراب عن العمل وهو من الشروط الأساسية في المجتمعات الديمقراطية والتي يكفلها القانون الدولي. الإضراب عن العمل محمي بموجب ما جاء في قانون النقابات التجارية والعلاقات العمالية (الدمج) لسنة 1992 شريطة حصول الإضراب «عند التأمل في خلاف تجاري أو لأجل مؤازرته».
يهدف قانون المساواة لسنة 2010 إلى تحقيق معاملة منصفة ومعاملة الناس على قدم المساواة إلا في حال وجود مبرر معقول وذلك بغض النظر عن الجنس أو العرق أو التوجه الجنسي أو الدين أو المعتقد أو العمر. يجب على أرباب العمل تلبية احتياجات الأشخاص المعاقين بإيجابية بغية محاربة الإقصاء الاجتماعي. كذلك يجب معاملة العاملين بدوام جزئي والعاملين في الوكالات والأشخاص الداخلين في عقود عمل محددة المدة بمساواة مثلهم مثل العاملين بدوام كامل ومباشر ودائم. ومن أجل معالجة البطالة أصبح يحق لجميع الموظفين الحصول على إشعار بتسريحهم من أعمالهم قبل مدة زمنية معقولة وذلك بعد انقضاء فترة عمل تأهيلية مدتها شهر واحد ولا يمكن تسريحهم بعد انقضاء عامين على تعيينهم إلا في حال وجود سبب وجيه، ويحق لهم الحصول على تعويض مالي في حال لم تعد وظيفتهم مجدية اقتصاديًا. تنص اللوائح التنظيمية الخاصة بنقل التعهدات (حماية التوظيف) لسنة 2006 على منع الإنقاص من فترات عقود الموظفين في حال الاستحواذ على مشروع تجاري أو نقله إلى الخارج دون وجود سبب اقتصادي أو تقني أو تنظيمي معقول. الغرض من هذه الحقوق هو ضمان تمتع الأفراد بمستويات معيشة كريمة سواء أكان لديهم الصلاحية التفاوضية النسبية التي تمكنهم من الحصول على شروط وأحكام جيدة في عقودهم أم لا.

## قانون العمل الدولي
ركزت الحركة العمالية منذ الثورة الصناعية على الكيفية التي أضعفت العولمة الاقتصادية من خلالها صلاحية العمال في التفاوض، وذلك على اعتبار تمكن أصحاب العمل من نقل أعمالهم وتعيين عمال في الخارج دون حصولهم على الحمايات القانونية المرتبطة بمعايير العمل التي يتمتع بها العمال داخل البلاد. احتوت معاهدة فرساي التي اعتُمدت عقب الحرب العالمية الأولى على أول دستور لمنظمة عمل دولية تأسست على مبدأ «عدم اعتبار العمل سلعة»، ولأنه «من غير الممكن إحلال السلام إن لم يكن قائمًا على العدالة الاجتماعية». كان الدور الرئيسي لمنظمة العمل الدولية تنسيق المبادئ التي تحكم قانون العمل الدولي من خلال إصدار معاهدات خاصة تعمل على تعديل قوانين العمل في جميع الشؤون. يمكن لأعضاء المنظمة اعتماد المعاهدات والتصديق عليها بمحض اختيارهم من خلال إقرار تلك القواعد في قوانينهم الداخلية. فمثلًا تنص المعاهدة الأولى الخاصة بساعات العمل (الصناعة) على عدم تجاوز الحد الأقصى من عدد ساعات العمل الأسبوعية ثمانية وأربعين ساعة. صدقت على هذه المعاهدة 52 دولة من أصل جميع الدول الأعضاء البالغ عددهم 185 دولة. رفضت المملكة المتحدة في نهاية المطاف التصديق على المعاهدة على غرار العديد من الدول الحالية الأعضاء في الاتحاد الأوروبي، وذلك رغم اعتماد توجيهات أوقات العمل لمبادئ المعاهدة وهي بذلك خاضعة لانسحاب الدول الأعضاء منها على نحوٍ فردي. يعد الدستور الحالي للمنظمة مشتقًا من إعلان فيلادلفيا لعام 1944 وتصنف خلاصته بموجب إعلان المبادئ والحقوق الأساسية في العمل الصادر عام 1998 إلى ثماني معاهدات. تكفل هذه المعاهدات حرية الالتحاق بالنقابات العمالية والمشاركة في المفاوضات المشتركة واتخاذ إجراءات اعتراضية (المعاهدتين رقم 87 ورقم 98) وإلغاء العمالة القسرية (المعاهدتين رقم 29 ورقم 105) وإلغاء عمالة الأطفال قبل انتهائهم من مرحلة التعليم الإلزامي (المعاهدتين رقم 138 ورقم 182) وحظر التمييز في مكان العمل (المعاهدتين رقم 100 ورقم 111). يعد الامتثال بالمعاهدات الأساسية إلزاميًا بفعل العضوية في المنظمة حتى في حال عدم تصديق الدولة على المعاهدة المعنية. ومن أجل ضمان الالتزام تنحصر صلاحية المنظمة على جمع الأدلة والإفادة بمدى التقدم الذي تحققه الدول الأعضاء إذ يضع الإشهار الإعلامي ضغوطًا عامة ودولية لإصلاح القوانين. تصدر تقارير عالمية حول المعايير الأساسية سنويًا، في حين تجمع التقارير الفردية للدول الأعضاء التي صدقت على المعاهدات كل عامين أو على وتيرة زمنية أقل تواترًا.
هناك نقاش كبير حيال دمج معايير العمل مع العمليات الخاصة بمنظمة التجارة العالمية (دبليو تي أو) منذ تشكيلها في عام 1994، وذلك نظرًا لضعف آلية التنفيذ والمعاقبة الخاصة بمنظمة العمل الدولية. تتولى دبليو تي أو أساسًا الإشراف على الاتفاقية العامة الخاصة بالتعريفات الجمركية والتجارة وهي معاهدة تهدف إلى خفض التعريفات والجمارك وغيرها من الحواجز التي تحول دون استيراد وتصدير السلع والخدمات ورؤوس الأموال بين الدول الأعضاء البالغ عددها 157 دولة.